# Lăutarii de pe Valea Motrului
În urma unor cercetări efectuate de specialiști, s-a constatat că „pe Motru” nu au fost mari lăutari. Cel mai cunoscut și apreciat dintre ei a fost Gheorghe (Gică) Argint din Baia de Aramă. În majoritatea lor, localnicii au cântat în special să-i distreze pe locuitorii satelor în care trăiau, cu ocazia unor nunți modeste, botezuri, la distracții restrânse de duminica și mai ales la clăci. Lăutarii de pe Motru erau interpreți de ocazie. Ei nu aveau în general lăutărese care să cânte vocal sau cu chitara. Cântecele de pe Motru, mai ales în partea nordică (muntoasă), păstrează elemente de inflexiune vocală și de limbaj, specifice zonei de interferență Gorj-Mehedinți. Fiindcă lăutarii localnici erau mai mult muzicanți de mâna a doua, la petrecerile mari au cântat mai ales muzicanți de la Pârâu de Pripor.
În jurul anului 1880, la Motru Sec și Cloșani au interpretat cântece haiducești, vitejești, boierești și danțuri lăutarii Nicolae Băcui și Nicolae Semen. Între cele două războaie mondiale și în perioada imediat următoare în zonă a cântat banda formată din Vasile Duțescu zis Hornu (vioară), Victor Târsână zis Pecie (bas) și Nistor Furdui (fluier). Vioristul Vasile Duțescu și-a constituit apoi altă bandă, avându-i alături pe Vasile Buzner (bas) și Anița Duțescu (voce).
La Călugăreni, la sfârșitul secolului al XIX-lea și începutul secolului al XX-lea au cântat soții Dumitru (viorist) și Maria Argint (solistă). Cu ei au cântat și fiul lor, vioristul Constantin (n. 1896 – d. 1946) și basistul Nicolae Argint (n. 1900 – d. 1951). Altă bandă care a cântat în zonă după cel de-Al Doilea Război Mondial a fost formată din Virgil Argint (vioară), Constantin Argint (bas), Gheorghe Nicolăescu (voce), Dumitru Argint (vioară), Paraschiva Argint (voce) și Victor Târsână (bas).
În satul Ploștina, aparținând de municipiul Motru, au trăit o serie de lăutari, des tocmiți pentru petreceri, nunți, botezuri. În prima jumătate a secolului al XX-lea aici au distrat lumea satului vioriștii Ionel Mormodol și Vasile Tănase. Lăutarul cel mai cunoscut al locului a fost vioristul Nicolae Ciobanu-Lăutaru (n. 1928). El a cântat în formație cu alți lăutari pe care-i angaja să participe la nunțile la care era tocmit în Ploștina, Roșiuța, Bala, Crainici etc. În decursul anilor, din banda lui Nicolae Ciobanu-Lăutaru au făcut parte frații Mihai și Nicu Trică (vioriști), Gh. Nicolescu (vioară) din Lupoița, soții Ion (bas) și Marioara Bădulescu din Miculești (acordeon și voce), Mihai Călău (acordeon) din Pârâu de Pripor etc. 
Actualmente, în Motru cântă tot mai rar lăutari (și aceia veniți din alte localități), locul lor fiind luat de formații de tineri, dotate cu orgă, baterie, chitară etc. Foarte cunoscut este, în prezent, profesorul Teodor Duțescu (viorist virtuoz) care este tocmit pentru aproape toate evenimentele din zonă. De asemenea, vestit este și profesorul Gheorghe Feraru, viorist de mare virtuozitate. Aceștia sunt considerați drept cei mai buni lăutari din Gorj, în ciuda „crizei” de lăutari din trecut din zonă.